# Liste des édifices labellisés « Patrimoine du XXe siècle » de la Haute-Marne
Cet article recense les monuments historiques protégé au titre du Patrimoine du XXe siècle du département de la Haute-Marne, en France,.

## Statistiques
Au 31 décembre 2014, la Haute-Marne comptent 3 immeubles protégés du patrimoine du XXe siècle.

## Liste
| Monument                                                           | Commune  | Adresse                     | Coordonnées                      | Notice         | Protection | Date | Illustration                             |
| ------------------------------------------------------------------ | -------- | --------------------------- | -------------------------------- | -------------- | ---------- | ---- | ---------------------------------------- |
| Établissement administratif de l'inspection académique de Chaumont | Chaumont | 1 rue Emile-Jolibois        | 48° 06′ 52″ nord, 5° 08′ 41″ est | « EA52000001 » |            | 2000 | Image manquante Téléverser               |
| Hôtel de la Caisse d'épargne de Chaumont                           | Chaumont | 14 rue Victoire-de-la-Marne | 48° 06′ 41″ nord, 5° 08′ 25″ est | « EA52000002 » |            | 2000 | Hôtel de la Caisse d'épargne de Chaumont |
| Bibliothèque Les Silos                                             | Chaumont | avenue du Maréchal-Foch     | 48° 06′ 44″ nord, 5° 07′ 24″ est | « EA52000003 » |            | 2000 | Bibliothèque Les Silos                   |